# Марко Проклятый
Марко Проклятый или Марко Пекельный (Адский) — популярный герой украинских легенд, на основе которых возникла и присказка: «Толчется, как Марко по аду». 
Очевидно, что Марко Проклятый — это тот же вечный странник на украинский лад, ведь происхождение его образа также коренится в легенде о предательстве Марка, ударившего Христа железной рукавицей перед его крестной смертью, за что был наказан Господом вечно ходить под землёй вокруг столба, не останавливаясь ни на минуту; он время от времени бьется головой об столб, тревожит этими звуками даже ад и его хозяина и жалуется, что не может умереть. Другим объяснением Маркового проклятья является то, что он влюбился в родную сестру, а затем убил её вместе с матерью, за что и был наказан Богом. Вместе с тем, украинский вечный странник — это не только антигерой. Часто он также предстает в образе казака.
На основе фольклорных источников Олекса Стороженко написал повесть-поэму «Марко Проклятый», этот образ был также интерпретирован Иваном Кочергой в драме «Марко в аду» (1928) и Линой Костенко в стихотворении «Маркова скрипка». Главным героем произведения Михаила Стельмаха «Правда и кривда» является Марко Бессмертный.
- Вера Вовк — стихотворение «Марко Проклятый»
- Иван Малкович — стихотворение «Марко Пекельный»

На основе поэзий Василия Стуса Львовский театр им. Леся Курбаса поставил драму «Марко Проклятый».